# تيمباكيون (إراكليون)
تيمباكيون (Τυμπάκιον) هي بلدة وبلدية سابقة في مقاطعة كاندية في جزيرة كريت اليونانية. أصبحت جزءًا من بلدية فايستوس بعد إصلاحات الحكومة المحلية عام 2011، حيث أصبحت وحدة بلدية داخلها،  تبلغ مساحة الوحدة 157.122 كيلومتر مربع (60.665 ميل مربع). 
تقع المدينة على الساحل الجنوبي بين أجيا جاليني وماتالا، ويبلغ عدد سكانها حوالي 5,700 نسمة (10,000 للوحدة البلدية). في عام 2005، ترددت شائعات عن إنشاء ميناء حاويات رئيسي ومنطقة تجارة حرة في المنطقة. تم إلغاء المشروع خلال يناير 2009، ويرجع ذلك جزئيًا إلى المعارضة القوية من السكان المحليين. 

## المناخ
يظهر الجدول التالي التغييرات المناخية على مدار السنة لتيمباكيون:
| البيانات المناخية لـتيمباكيون                    | البيانات المناخية لـتيمباكيون | البيانات المناخية لـتيمباكيون | البيانات المناخية لـتيمباكيون | البيانات المناخية لـتيمباكيون | البيانات المناخية لـتيمباكيون | البيانات المناخية لـتيمباكيون | البيانات المناخية لـتيمباكيون | البيانات المناخية لـتيمباكيون | البيانات المناخية لـتيمباكيون | البيانات المناخية لـتيمباكيون | البيانات المناخية لـتيمباكيون | البيانات المناخية لـتيمباكيون | البيانات المناخية لـتيمباكيون |
| الشهر                                            | يناير                         | فبراير                        | مارس                          | أبريل                         | مايو                          | يونيو                         | يوليو                         | أغسطس                         | سبتمبر                        | أكتوبر                        | نوفمبر                        | ديسمبر                        | المعدل السنوي                 |
| ------------------------------------------------ | ----------------------------- | ----------------------------- | ----------------------------- | ----------------------------- | ----------------------------- | ----------------------------- | ----------------------------- | ----------------------------- | ----------------------------- | ----------------------------- | ----------------------------- | ----------------------------- | ----------------------------- |
| متوسط درجة الحرارة الكبرى °م (°ف)                | 15.9 (60.6)                   | 15.9 (60.6)                   | 17.5 (63.5)                   | 20.5 (68.9)                   | 24.5 (76.1)                   | 28.6 (83.5)                   | 31.6 (88.9)                   | 31.6 (88.9)                   | 28.7 (83.7)                   | 24.9 (76.8)                   | 21.1 (70.0)                   | 17.5 (63.5)                   | 23.2 (73.8)                   |
| المتوسط اليومي °م (°ف)                           | 11.7 (53.1)                   | 11.7 (53.1)                   | 13.4 (56.1)                   | 16.4 (61.5)                   | 20.6 (69.1)                   | 24.8 (76.6)                   | 27.6 (81.7)                   | 27.4 (81.3)                   | 24.3 (75.7)                   | 20.2 (68.4)                   | 16.3 (61.3)                   | 13.2 (55.8)                   | 19.0 (66.1)                   |
| متوسط درجة الحرارة الصغرى °م (°ف)                | 7.5 (45.5)                    | 7.3 (45.1)                    | 8.3 (46.9)                    | 10.5 (50.9)                   | 14.0 (57.2)                   | 17.6 (63.7)                   | 20.3 (68.5)                   | 20.4 (68.7)                   | 17.9 (64.2)                   | 14.9 (58.8)                   | 11.7 (53.1)                   | 9.2 (48.6)                    | 13.3 (55.9)                   |
| معدل هطول الأمطار مم (إنش)                       | 97.7 (3.85)                   | 69.7 (2.74)                   | 47.9 (1.89)                   | 19.6 (0.77)                   | 9.3 (0.37)                    | 1.4 (0.06)                    | 0.1 (0.00)                    | 0.7 (0.03)                    | 11.7 (0.46)                   | 47.1 (1.85)                   | 70.3 (2.77)                   | 103.8 (4.09)                  | 479.3 (18.88)                 |
| متوسط الأيام الممطرة (≥ 1.0 mm)                  | 10.9                          | 9.3                           | 6.8                           | 4.0                           | 1.9                           | 0.4                           | 0.1                           | 0.1                           | 1.0                           | 4.5                           | 6.8                           | 12.0                          | 57.8                          |
| المصدر: Hellenic National Meteorological Service |                               |                               |                               |                               |                               |                               |                               |                               |                               |                               |                               |                               |                               |